# Selina Hastings

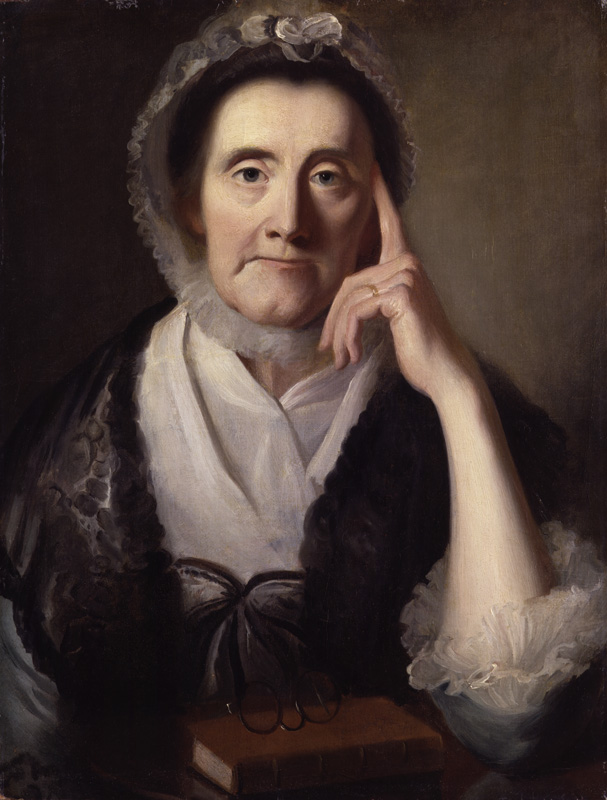
Selina Hastings, unbekannter Künstler, ca. 1770, National Portrait Gallery, London

Selina Hastings, Countess of Huntingdon, geborene Selina Shirley (* 24. August 1707 auf Astwell Castle, Northamptonshire; † 17. Juni 1791 in London) war eine frühe englische Anhängerin und Förderin des Methodismus in England and Wales. Sie gründete einen evangelikalen Zweig in England und Sierra Leone, bekannt unter dem Namen Countess of Huntingdon’s Connexion.
Sie half, den frühen Methodismus zu finanzieren und zu leiten und war die erste Rektorin des Trevecca College in Wales, das 1768 zur Ausbildung methodistischer Geistlicher gegründet worden war. Mit dem Bau von 64 Kapellen in England und Wales sowie der Missionsarbeit im kolonialen Amerika gab sie schätzungsweise über 100.000 Pfund für diese Aktivitäten aus – eine riesige Summe in einer Zeit, in der eine vierköpfige Familie von 31 Pfund pro Jahr leben konnte.
Als regelmäßige Korrespondentin von George Whitefield und John Wesley ist sie auch wegen ihrer kontroversen Beziehungen zu anderen Methodisten in Erinnerung geblieben.

## Leben
Lady Selina Shirley wurde als zweite Tochter von Washington Shirley, 2. Earl Ferrers, und Mary Levinge auf Astwell Castle geboren. 1724 zog die Familie nach Staunton Harold Hall in Leicestershire um. 1728 heiratete sie Theophilus Hastings, 9. Earl of Huntingdon, der im nahen Donington Hall lebte. Die Ehe war von seiner älteren Halbschwester, Lady Elizabeth Hastings, einer bekannten religiösen Philanthropin und Unterstützerin der Frauenbildung, arrangiert worden.
Das Paar hatte sieben Kindern, von denen vier jung verstarben: Francis Hastings, 10. Earl of Huntingdon (1729–1789), der unverheiratet und kinderlos blieb, Elizabeth Rawdon, Countess of Moira (1731–1808), die als einziges der Kinder die Mutter überlebte und John Rawdon, 1. Earl of Moira heiratete, und Selina Hastings (1737–1763), die während ihrer Verlobungszeit verstarb. Theophilus Hastings starb 1746 und Selina Hastings, die angeblich an schlechter Gesundheit litt, überlebte ihren Mann um 45 Jahre. Die Familie interessierte sich für Politik, Religion und Kunst und gab Porträts bei angesagten Künstlern der Zeit in Auftrag.
Am 21. April 1730 war Hastings eine von 21 aristokratischen Frauen, die Thomas Coram bei seinen Bemühungen um die Gründung eines Krankenhauses für Findelkinder unterstützten. Durch die Unterstützung frommer Frauen wie Lady Huntingdon als Unterzeichnerinnen der „Ladies’ Petition for the Establishment of the Foundling Hospital“ („Damenpetition für die Gründung des Findelkrankenhauses“) erhielt Corams Vorhaben Seriosität und Referenz. Viele der Frauen unterschrieben, obwohl ihre Ehemänner sich zuvor geweigert hatten, und machten dadurch das Findelkrankenhaus „one of the most fashionable charities of the day“. Hastings unterstützte Coram des Weiteren bei „fees, stamp duties, vellum, seals and others expenses [sic!] connected with the presentation of the Foundling Hospital Charter for the King’s signature“. 1735 konnte die Petition schließlich König Georg II. vorgelegt werden.

### Unterstützung der methodistischen Bewegung in Großbritannien

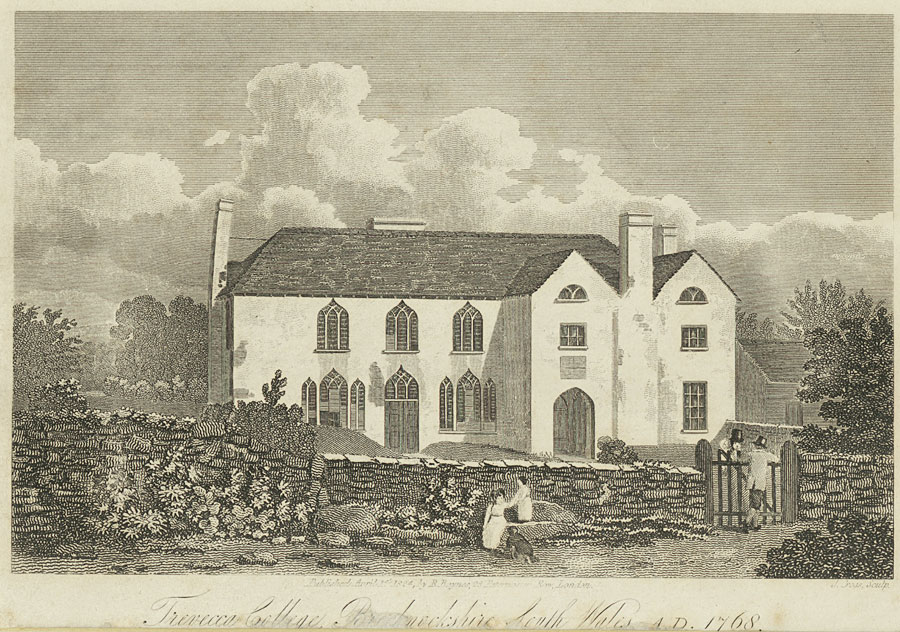
Trevecca College, Brecknockshire, Gravierung von 1824

Irgendwann nach dem Tod ihres Mannes im Jahr 1746 schloss sie sich John Wesley und George Whitefield direkt an und investierte Zeit und Geld in die Gründung und Etablierung des späteren Methodismus, einer Erweckungsbewegung innerhalb der anglikanischen Kirche. Im Jahr 1748 wurde Whitefield ihr persönlicher Kaplan und in dieser Eigenschaft predigte er auch vor Gesellschaften in ihren Häusern. Er half ihr später auch bei der Gründung ihrer eigenen, stärker calvinistisch geprägten Bewegung innerhalb der methodistischen Kirche, der „Countess of Huntingdon’s Connexion“, nachdem diese Ausrichtung vom anglikanischen Klerus, von dem sie sich eigentlich nicht trennen wollte, nicht unterstützt wurde.
Um diese Richtung innerhalb der methodistischen Kirche zu befördern, gründete sie 64 Kapellen und trug zur Finanzierung weiterer bei, wobei sie darauf bestand, dass sich alle den Lehren der Church of England anschließen und nur das Book of Common Prayer verwenden sollten. Darunter waren Kapellen in Brighton (1761), Bath (1765), Worcester (ca. 1766), Tunbridge Wells (1769), mehrere in Wales und eine kleine Anzahl in London, einschließlich der Gründung einer Kapelle in der Nähe ihres Londoner Wohnhauses in Spa Fields in Clerkenwell, was dazu führte, dass der Vikar der Pfarrkirche St. James den Fall vor die kirchlichen Gerichte brachte. Sie finanzierte teilweise die unabhängige Surrey Chapel von Rowland Hill  (1744–1833) in Southwarke. Sie ernannte Geistliche, um den Gemeinden vorzustehen, mit der Einstellung, dass sie als Peeress so viele Kapläne anstellen könne, wie sie wollte. In ihrer Kapelle in Bath (die heute dem Bath Preservation Trust gehört und die Building of Bath Collection beherbergt, die der Öffentlichkeit zugänglich ist) gab es eine mit Vorhängen versehene Nische, die als „Nicodemus’ Corner“ bezeichnet wurde und in der Bischöfe inkognito saßen, um Gottesdienste zu hören.
Nach dem Ausschluss von sechs methodistischen Studenten aus St Edmund Hall, Oxford, im Jahr 1768 gründete Hastings ein College zur Ausbildung von Geistlichen in Trefeca (Trevecca) bei Talgarth, in Brecknockshire (Mittelwales). George Whitefield predigte bei der Eröffnungsfeier. Das College zog 1792 nach Hertfordshire um und wurde in Cheshunt College umbenannt. Im Jahr 1906 zog es nach Cambridge um. Das Cheshunt College fusionierte 1967 mit dem Westminster College, Cambridge, der Ausbildungsstätte der Presbyterian Church of England (nach 1972 United Reformed Church). Im Jahr 1842 eröffnete die Presbyterian Church of Wales ein College in Trefeca, das direkt südlich des Standorts von Hastings Trevecca College, das heute ein Bauernhaus ist, liegt.
Bis 1779 waren Hastings und die von ihr angestellten Geistlichen Mitglieder der Church of England, mit der die meisten Methodisten noch verbunden waren. In diesem Jahr verbot jedoch das Konsistorialgericht ihren Geistlichen, im von ihr angemieteten Pantheon in Spa Fields zu predigen. Um der Verfügung zu entgehen, war sie gezwungen, unter der Toleranzakte Schutz zu suchen. Dadurch wurden sie und ihre Gemeinschaften aber unter die klassifizierten Dissenters eingeordnet. Einige prominente Mitglieder wie William Romaine und Henry Venn wollten nicht in diesen Status eingeordnet werden und verließen die Countess of Huntingdon’s Connexion.
Bis zu ihrem Tod hatte Hastings eine aktive und gelegentlich autokratische Oberaufsicht über ihre Gemeinden und Geistlichen. Alice Membury, die von Elizabeth Hastings zur Schullehrerin in Melbourne, Derbyshire, ernannt wurde, wurde von Hastings wieder entlassen, weil „sie nicht zum Methodismus übergetreten war“. Hastings richtete erfolgreich eine Petition an König Georg III. bezüglich der uneindeutigen Haltung des Erzbischofs von Canterbury, Frederick Cornwallis und protestierte energisch gegen die anticalvinistischen Tendenzen im Methodismus in der Konferenz von 1770 und gegen die Lockerung der  Verpflichtung zu den Neununddreißig Artikeln der Kirche von England 1772.

“Lady Huntingdon was frequently referred to as a Mother in Israel; that is to say, she was a matriarch in the community of faith. Working against the strictures which those times placed upon women of all social ranks, Lady Huntingdon nurtured, led, and protected the fledgling Methodist movement with her considerable talents, wealth, and influence. She emerged as a pivotal figure in the movement, as the leader of its Calvinistic wing, and founder of its first theological college. Her piety, which refused to recognize the traditional bounds of denomination, class, and gender, provided particular impetus for the emergence of a network of religious women who found self-confidence, support, and opportunities for self-expression in her classes and societies. […] s. Her willingness to use the system to reform the system reflected Lady Huntingdon’s creativity as well as the tenacity of her faith.”

### Wirken in den Kolonien

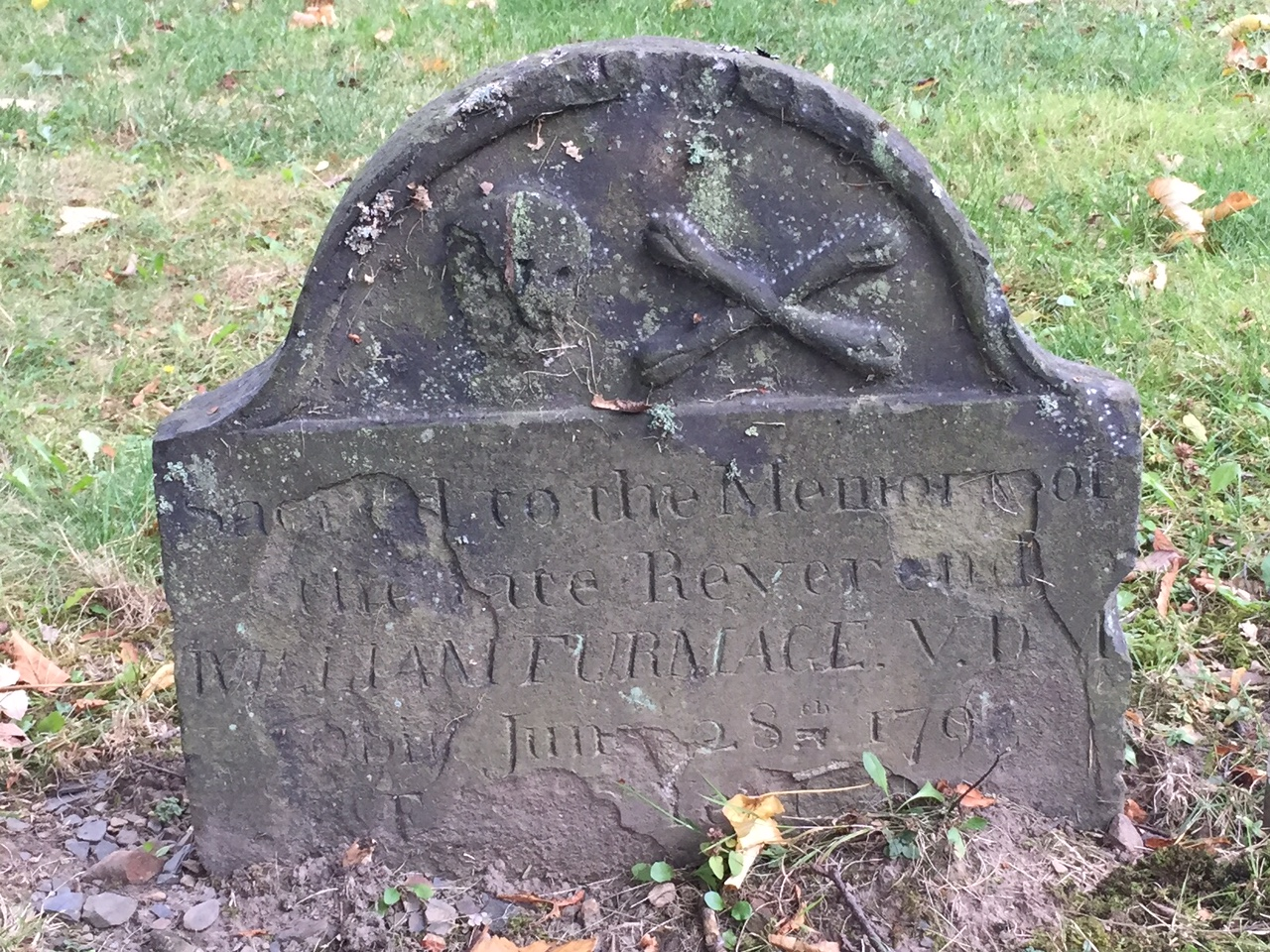
Grabstein von Reverend William Furmage, Old Burying Ground, Halifax, Nova Scotia

Hastings hatte ein Interesse an den Dreizehn Kolonien und an den Problemen, die mit den amerikanischen Ureinwohnern und den versklavten Afrikanern dort verbunden waren. Mitte der 1760er Jahre lernte sie den Mohegan-Prediger Samson Occom kennen, der sich damals zusammen mit Whitefield auf einer Tour durch England befand, um Gelder für Indianermissionen in den Kolonien zu sammeln, und freundete sich mit ihm an.
1770 wurde sie selbst Sklavenhalterin, als sie Whitefields Überseegrundstücke und Sklaven in Georgia und South Carolina erbte, darunter das Bethesda Home for Boys (heute Bethesda Academy). Auf Whitefields Rat hin kaufte sie zusätzliche Sklaven, um mit ihrer Arbeit Einkünfte für das Waisenhaus zu erziehen.
Hastings förderte die Schriften von ehemals versklavten Afrikanern, die religiöse Ansichten vertraten, die mit ihren eigenen kompatibel waren. So unterstützte sie beispielsweise die Veröffentlichung der Memoiren oder Sklavengeschichten von Ukawsaw Gronniosaw und Olaudah Equiano. Sie nutzte auch ihren Einfluss in der Welt der Künste, um die Veröffentlichung von Phillis Wheatleys Gedichtband Poems on Various Subjects, Religious and Moral, by Phillis Wheatley, Negro Servant to Mr. John Wheatley, of Boston, in New England aus dem Jahr 1773 zu sichern, der ihr auch gewidmet war. Da Hastings krank war, als Wheatley London besuchte, haben sich die beiden Frauen nie getroffen. Teile ihrer Korrespondenz sind erhalten.
Nach der Niederlage im amerikanischen Unabhängigkeitskrieg erfüllte die Krone Versprechen gegenüber versklavten Afrikanern und Afroamerikanern, die vor ihren Herren zu den Briten geflohen waren. Die Briten evakuierten Tausende von ehemaligen Sklaven aus den Kolonien, die als Black Loyalists bekannt wurden. Etwa 3.000 wurden in Nova Scotia und New Brunswick angesiedelt, wo sie Land und Vorräte erhalten sollten. Die Gräfin schickte Missionare in diese Kolonien, darunter John Marrant und William Furmage, um sich um die Black Loyalists zu kümmern.

## Nachleben

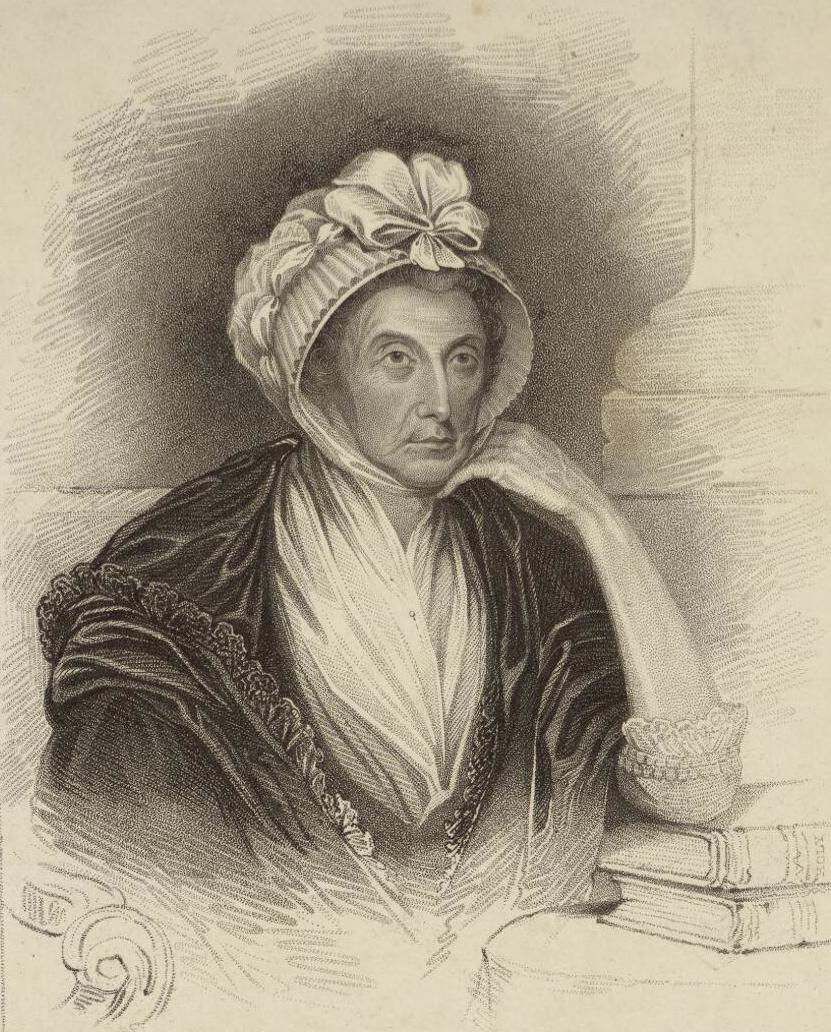
Selina Hasting, Countess of Huntingdon, Welsh Portrait Collection, National Library of Wales, 1819

Beim Tod von Hastings im Jahr 1791 wurden die 64 Kapellen und das College an vier Treuhänder vererbt. Unter ihnen war Hastings enge Freundin Lady Anne Erskine (die älteste Tochter von Henry David Erskine, 10. Earl of Buchan), die gebeten wurde, in Lady Huntingdons Haus, das an die Spa Fields Chapel angrenzte, zu wohnen und alle notwendige Korrespondenz zu führen, die immens war. Sie tat dies pflichtbewusst bis zu ihrem eigenen Tod im Jahr 1804.
Der Haupttreuhänder war Reverend Thomas Haweis, der die Convocation der Countess of Huntingdon’s Connexion leitete, die etwa 120 Gemeinden umfasste. Als Rektor der Gemeinde der Church of England in Aldwincle sorgte er bis zu seinem Tod im Jahr 1820 dafür, dass die Connexion so nah wie möglich an der Church of England blieb; viele Gemeinden wurden dann 1863 Teil der Free Church of England.
Eine der frühesten Änderungen unter den neuen Treuhändern war die Fertigstellung der Pläne zur Verlegung des Colleges.
Im Jahr 1795 wurde die Spa Fields Chapel von den Gründern der nicht-konfessionellen Missionary Society, aus der die London Missionary Society hervorging, zur Gründungsversammlung genutzt. Nach ihrem Tod verschmolz ein Großteil von Hastings Bewegung mit der Congregationalist Church, die in der London Missionary Society vorherrschend wurde. Trotz dieses und des Anschlusses von Gemeinden an die Free Church of England gibt es immer noch Connexion-Gemeinden in England und in Sierra Leone.
In ihrem Testament bat sie darum, dass keine Biographie über sie geschrieben werden sollte, und bis 90 Jahre nach ihrem Tod wurde auch keine unternommen. Nachrufe und Würdigungen wurden geschrieben: Horace Walpole beschrieb sie als „the patriarchess of the Methodists“, während der römisch-katholische John Henry Newman kommentierte: „She devoted herself, her means, her time, her thoughts, to the cause of Christ. She did not spend her money on herself; she did not allow the homage paid to her rank to remain with herself.“
Huntingdon College in Montgomery, Alabama, ist ein nach ihr benanntes College der United Methodist Church. In Georgia und North Carolina sind mehrere Straßen nach ihr benannt, meist in Verbindung mit methodistischen Einrichtungen.
Judy Chicago widmete Selina Hastings eine Inschrift auf den dreieckigen Bodenfliesen des Heritage Floor ihrer 1974 bis 1979 entstandenen Installation The Dinner Party. Die mit dem Namen Selin Hastings beschrifteten Porzellanfliesen sind dem Platz mit dem Gedeck für Anne Hutchinson zugeordnet.